# Portulaca ramosa
Portulaca ramosa är en portlakväxtart som beskrevs av Albert Peter. Portulaca ramosa ingår i släktet portlaker, och familjen portlakväxter. Inga underarter finns listade i Catalogue of Life.